# ジム・マックレイ
ジム・ケネス・マックレイ（James Kenneth "Jim" McLay、1945年2月21日 - ）は、ニュージーランドの元政治家。ニュージーランド副首相、第6代ニュージーランド国民党党首を務めた。

## 来歴
オークランド生まれ。キングス・カレッジ卒業後、オークランド大学で法学を専攻した。大学卒業後は弁護士として活動を始め、法律事務所に勤務した。
1963年にニュージーランド国民党へ入党、1975年の議会総選挙に出馬し初当選した。法律分野に精通し、主に女性の人権法案の作成などに関わった。1978年にロバート・マルドゥーンに任命され、法務長官、法務大臣に就任する。1984年に副首相兼国民党副党首に就任する。1984年の総選挙で国民党は敗北し、マルドゥーンの後任として国民党党首に就任する。しかし、党内反主流派に押される形で1986年に党首を辞任した。後任の党首にはジム・ボルジャーが就任した。
1987年に政界を引退した。1994年から2002年まで国際捕鯨委員会ニュージーランド代表を務めた。2009年7月よりローズマリー・バンクスの後任として国際連合ニュージーランド代表部特命全権大使（国連大使）に就任する。